# Funzione di Kempner

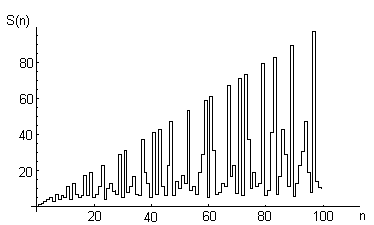
Grafico della funzione di Kempner

Nella teoria dei numeri, la funzione di Kempner {\displaystyle S(n)} è definita per un dato numero naturale {\displaystyle n} come il più piccolo numero {\displaystyle s} tale che {\displaystyle n} divida il fattoriale {\displaystyle s!}.
Per esempio, il numero {\displaystyle 8} non divide {\displaystyle 1!}, {\displaystyle 2!}, {\displaystyle 3!}, ma è un divisore di {\displaystyle 4!}, quindi {\displaystyle S(8)=4}.
Questa funzione ha la proprietà di crescere linearmente sui numeri primi ma meno che logaritmicamente sui numeri fattoriali.

## Storia
Questa funzione fu per la prima volta considerata da François Édouard Anatole Lucas nel 1883, seguito da Joseph J. B. Neuberg nel 1887. Nel 1918, A. J. Kempner fornì il primo algoritmo per calcolare {\displaystyle S(n)}. Florentin Smarandache la riscoprì nel 1980, motivo per cui qualche volta è chiamata "funzione di Smarandache".

## Proprietà
Dal momento che {\displaystyle n} divide {\displaystyle n!}, il valore di {\displaystyle S(n)} è al massimo {\displaystyle n}. Un numero {\displaystyle n>4} è un numero primo se e solo se {\displaystyle S(n)=n}. Cioè, i numeri {\displaystyle n} per cui {\displaystyle S(n)} è il più grande possibile relativamente a {\displaystyle n} sono i numeri primi. D'altra parte, i numeri per cui {\displaystyle S(n)} è il più piccolo possibile sono i fattoriali: {\displaystyle S(k!)=k}, per ogni {\displaystyle k\geq 1}.
{\displaystyle S(n)} è il più piccolo grado possibile di un polinomio monico a coefficienti interi tale che i valori assunti sugli interi siano tutti divisibili per {\displaystyle n}.
Per esempio, il fatto che {\displaystyle S(6)=3} significa che c'è un polinomio cubico i cui valori sono tutti zero modulo 6, come
{\displaystyle x(x-1)(x-2)=x^{3}-3x^{2}+2x,}
ma che tutti i polinomi quadratici e lineari (con il coefficiente direttore uguale a 1) sono diversi da 0 modulo 6 per qualche intero.
In uno dei problemi avanzati del American Mathematical Monthly, proposto nel 1991 e risolto nel 1994, Paul Erdős osservò che la funzione {\displaystyle S(n)} coincide con il maggiore fattore primo di {\displaystyle n} per "quasi tutti" gli interi (nel senso che la densità asintotica dell'insieme delle eccezioni è zero).

## Complessità computazionale
La funzione di Kempner {\displaystyle S(n)} per un numero arbitrario {\displaystyle n} è il massimo di {\displaystyle S(p^{e})}, con {\displaystyle p^{e}} le potenze prime che dividono {\displaystyle n}.
Dove {\displaystyle n} è esso stesso una potenza prima {\displaystyle p^{e}}, si può trovare la sua funzione di Kempner in tempo polinomiale analizzando sequenzialmente i multipli di {\displaystyle p} finché non si trova quello più piccolo tale che il suo fattoriale contenga abbastanza multipli di {\displaystyle p}. Lo stesso algoritmo può essere esteso a ogni {\displaystyle n} di cui si conosce la fattorizzazione, applicandolo separatamente ad ogni potenza prima nella fattorizzazione e scegliendo quella che conduce al valore più grande.
Per un numero nella forma {\displaystyle n=px}, dove {\displaystyle p} è primo e {\displaystyle x} è minore di {\displaystyle p}, la funzione di Kempner di {\displaystyle n} assume il valore {\displaystyle p}. Segue che calcolare della funzione di Kempner per un numero semiprimo (un prodotto di due primi) è computazionalmente equivalente al trovare la sua fattorizzazione in primi, che al momento sembra essere un problema complesso. Più in generale, ogni volta che {\displaystyle n} è un numero composto, il massimo comun divisore tra {\displaystyle S(n)} e {\displaystyle n} sarà un divisore non banale di {\displaystyle n}, permettendo la fattorizzazione di {\displaystyle n} attraverso ripetute valutazioni della funzione di Kempner. Pertanto, il calcolo della funzione di kempner può in generale non essere più semplice di fattorizzare un numero composto.

## Serie associate
Molte serie costruite a partire da {\displaystyle S(n)} si sono rivelate convergenti. Nel caso di {\displaystyle S(n)}, nella letteratura ci si riferisce alle serie come costanti di Smarandache, anche quando esse dipendono da dei parametri ausiliari. Da notare anche che esse differiscono dalle costanti di Smarandache che derivano dalla sua generalizzazione della congettura di Andrica. Le seguenti sono esempi di tali serie:
- {\displaystyle \sum _{n=2}^{\infty }{\frac {1}{S(n)!}}=1,09317\ldots } OEIS:A048799.
- {\displaystyle \sum _{n=2}^{\infty }{\frac {S(n)}{n!}}=1,71400629359162\ldots } OEIS:A048834 e è irrazionale.
- {\displaystyle \sum _{n=2}^{\infty }{\frac {1}{\prod _{i=2}^{n}S(i)}}=0,719960700043\ldots } OEIS:A048835.
- {\displaystyle \sum _{n}S(n)^{-\alpha }{S(n)!}^{-1/2}<\infty ,\,{\text{ con }}\alpha >1.}